# Abdelhamíd Szábírí
Abdelhamíd Szábírí (Goulmima, 1996. november 28. –) marokkói válogatott labdarúgó, az olasz Fiorentina középpályása.

## Pályafutása

### Klubcsapatokban
Szábírí a marokkói Goulmima városában született. Az ifjúsági pályafutását a németországi Frankfurter Berg, Klein-Karben és TuS Koblenz csapatában kezdte, majd a Darmstadt 98 akadémiájánál folytatta.
2015-ben mutatkozott be a Sportfreunde Siegen felnőtt keretében. 2016-ban a másodosztályú Nürnberg II, majd 2017-ben az angol Huddersfield Town szerződtette. 2019-ben visszatért Németországba és a Paderbornnál folytatta a labdarúgást. 2020-ban az olasz Ascolihoz igazolt. A 2021–22-es szezon második felében a Sampdoria csapatát erősítette kölcsönben. 2022. július 1-jén hároméves szerződést kötött a Sampdoria együttesével. Először a 2022. augusztus 13-ai, Atalanta ellen 2–0-ra elvesztett mérkőzésen lépett pályára. Első gólját 2022. szeptember 17-én, a Spezia ellen idegenben 2–1-es vereséggel zárult találkozón szerezte meg. 2023. január 30-án a Fiorentinához írt alá, majd egy nappal később kölcsönben visszatért a Sampdoriához az idény hátralévő részére.

### A válogatottban
Szábírí az U21-es korosztályú válogatottban képviselte Németországot.
2022-ben debütált a marokkói válogatottban. Először 2022. szeptember 23-án, Chile ellen 2–0-ás győzelemmel zárult barátságos mérkőzés 76. percében, Szelím Ámalahot váltva lépett pályára, majd két perccel később meg is szerezte első válogatott gólját is.

## Statisztikák
2023. április 30. szerint
| Klub              | Szezon   | Osztály        | Bajnokság | Bajnokság | Kupa  | Kupa | Nemzetközi | Nemzetközi | Összesen | Összesen |
| Klub              | Szezon   | Osztály        | Meccs     | Gól       | Meccs | Gól  | Meccs      | Gól        | Meccs    | Gól      |
| ----------------- | -------- | -------------- | --------- | --------- | ----- | ---- | ---------- | ---------- | -------- | -------- |
| Nürnberg          | 2016–17  | 2. Bundesliga  | 9         | 5         | 0     | 0    | —          | —          | 9        | 5        |
| Huddersfield Town | 2017–18  | Premier League | 5         | 0         | 5     | 0    | —          | —          | 10       | 0        |
| Huddersfield Town | 2018–19  | Premier League | 2         | 0         | 1     | 0    | —          | —          | 3        | 0        |
| Huddersfield Town | Összesen | Összesen       | 7         | 0         | 6     | 0    | 0          | 0          | 13       | 0        |
| Paderborn         | 2019–20  | Bundesliga     | 24        | 4         | 1     | 0    | —          | —          | 25       | 4        |
| Ascoli            | 2020–21  | Serie B        | 32        | 8         | 0     | 0    | —          | —          | 32       | 8        |
| Ascoli            | 2021–22  | Serie B        | 11        | 3         | 0     | 0    | —          | —          | 11       | 3        |
| Ascoli            | Összesen | Összesen       | 43        | 11        | 0     | 0    | 0          | 0          | 43       | 11       |
| Sampdoria         | 2021–22  | Serie A        | 14        | 3         | 0     | 0    | —          | —          | 14       | 3        |
| Sampdoria         | 2022–23  | Serie A        | 18        | 2         | 3     | 1    | —          | —          | 21       | 3        |
| Sampdoria         | Összesen | Összesen       | 32        | 5         | 3     | 1    | 0          | 0          | 35       | 6        |
| Összesen          | Összesen | Összesen       | 115       | 25        | 10    | 1    | 0          | 0          | 125      | 26       |

### A válogatottban
| Válogatott | Év       | Pályára lépés | Gól |
| ---------- | -------- | ------------- | --- |
| Marokkó    | 2022     | 7             | 1   |
| Marokkó    | 2023     | 4             | 1   |
| Összesen   | Összesen | 11            | 2   |

#### Góljai a válogatottban
| # | Időpont              | Helyszín                               | Ellenfél | Gólok | Eredmény | Kiírás              |
| - | -------------------- | -------------------------------------- | -------- | ----- | -------- | ------------------- |
| 1 | 2022. szeptember 23. | RCDE Stadion, Barcelona, Spanyolország | Chile    | 2–0   | 2–0      | Barátságos mérkőzés |
| 2 | 2023. március 25.    | Ibn Batúta Stadion, Tanger, Marokkó    | Brazília | 2–1   | 2–1      | Barátságos mérkőzés |